# Leo Ulfeldt
Leo rigsgreve Ulfeldt (i Østrig også skrevet Uhlefeld) (født 22. marts 1651 i København, død 11. april 1716 i Wien) var en kejserlig tysk feltmarskal og vicekonge af Catalonien. Han var bror til Christian Ulfeldt og far til Corfitz Anton Ulfeldt og Frantz Anton Ulfeldt.

## Uddannelse
Han var søn af dansk rigshofmester, tysk rigsgreve (siden 1641) Corfitz Ulfeldt og Leonora Christina Ulfeldt og tilbragte sin første barndom på Boller hos sin mormoder, Kirstine Munk, der 1653 sendte ham til sine forældres i Stockholm. Som sin faders søn måtte han som voksen se vejen spærret for sig i sit fædreland, og han måtte søge lykken andre steder i Europa. 1665 blev han immatrikuleret ved universitetet i Basel, gik 1669 over til katolicismen, fik 1673 af dronning Kristina af Sverige bestalling som kammerjunker og opnåede 1674 et kanonikat i Olmütz.

## I kejserlig tjeneste
Under et antaget navn gik Ulfeldt i den tyske kejsers tjeneste, i hvilken han steg gennem de forskellige grader, indtil han 1682 fik et kompagni til fods under Raimondo Montecuccoli. Han blev 1692 oberstløjtnant, og snart efter blev han chef for et rytterregiment, og formodentlig i denne egenskab er det, at han skal have med 80 kyrasserer forsvaret et pas mod 2.000 tartarer. Så meget er vist, at han ved sin tapperhed vandt anerkendelse, så han avancerede til generalmajor og regimentschef i 1700. Han deltog 1702 i slaget ved Luzzara og 1703 i slaget ved Bormio. Kejseren gav ham desuden kammerherrenøglen 1704 og dekorerede ham med sit portræt.
Da kejseren landede i Catalonien 1704 for at gøre sine fordringer på den spanske trone gældende, var Ulfeldt med ham, og hans dygtighed blev også her påskønnet. Han blev 1704 feltmarskalløjtnant, 1706 generalfeltmarskal og guvernør i Barcelona, som han i den nye kejsers nærværelse forsvarede med bravour, og blev vicekonge over hele Catalonien. 1708 måtte Barcelona overgive sig, og Ulfeldt vendte tilbage til Østrig, nu som gehejmeråd. I 1714 nævnes han som "Hauptmann der Hartschiere" (drabantgarden), nu i Karl VI's tjeneste, og Ulfeldt nåede dermed at tjene hele tre tysk-romerske kejsere.

## Besøg hos Leonora Christina
Mens Leonora Christina boede på Maribo Kloster, besøgte Ulfeldt hende med den danske regerings tilladelse to gange (1691 og 1693); den første gang inkognito. Efter hendes død afhentede han 1699 sin ældste søster i Maribo.
Ulfeldt blev gift 1697 med Anna Maria Sinzendorf, en datter af rigsgreve Rudolph Sinzendorf. Som enke blev hun overhofmesterinde hos den regerende ærkehertuginde i Bryssel, hvor hun døde 31. juli 1736. Parret fik to sønner.